# Герб Судової Вишні
Герб Судової Вишні — символ міста Судової Вишні. Затверджений 31 січня 2003 року рішенням сесії міської ради.
Автори проєкту — А. Гречило та Р. Шуст. Герб є промовистим.

## Опис
У золотому полі червона міська стіна цегляної кладки із п'ятьма зубцями (середній з них — нижчий) та відкритими срібними воротами; за стіною з воріт виходить вгору дерево вишні з корінням — стовбур чорний, листочки зелені, плоди червоні. Щит обрамований декоративним картушем та увінчаний срібною міською короною.

## Історія
Місто протягом XV–XIX ст. використовувало на гербі зображення вишневого дерева з корінням, що мало уособлювати одну з легенд про походження назви поселення. З ХІХ ст. появляється також і міська стіна з відкритими воротами, що підкреслювала давні міські права.